# 32634 Sonjamichaluk
32634 Sonjamichaluk este o planetă minoră (asteroid), cu un diametru de 2,89 km, din centura de asteroizi. A fost descoperită pe 12 septembrie 2001 la Experimental Test Site⁠(d) de Lincoln Near-Earth Asteroid Research. 
Obiectul prezintă o orbită caracterizată de o semiaxă mare de 2,6977262 UAi, o excentricitate de 0,05, o înclinație de 6,87314 ° în raport cu ecliptica.